# Ophion albopictus
Ophion albopictus là một loài tò vò trong họ Ichneumonidae.